# Trentepohlia pallidipes
Trentepohlia pallidipes är en tvåvingeart som beskrevs av Edwards 1928. Trentepohlia pallidipes ingår i släktet Trentepohlia och familjen småharkrankar. Inga underarter finns listade i Catalogue of Life.